# 2010年のバレーボール
< 2010年 | 2010年のスポーツ
2010年のバレーボール（2010ねんのバレーボール）では、2010年（平成22年）のバレーボール関連の出来事をまとめる。

## できごと

### 1月
- 31日 - コッパ・イタリア男子でトレンティーノ・バレーが初優勝[1]。

### 2月
- 2日 - 元全日本代表でVリーグのブロック賞を5回獲得した豊田合成トレフェルサ所属の北川祐介が今季限りで現役引退を発表[2]。

### 3月
- 21日 - 元全日本代表でアテネ、北京オリンピックに出場した久光製薬スプリングス所属の大村加奈子が、この日行われたVプレミアリーグ・レギュラーラウンド最終戦の岡山シーガルズ戦をもってVリーグから引退[3]。3月30日付で久光製薬を退団した[4]。
- 21日 - Vチャレンジリーグで男子はジェイテクトSTINGSが初優勝、女子は日立佐和リヴァーレが2002年以来の優勝。男女優勝チームと男子2位の富士通、女子2位の上尾メディックスは4月の入替戦に臨む[5][6]。
- 22日 - JTサンダーズ監督のゴードン・メイフォースが今季限りでJT監督を退任し、ギリシャ男子代表監督に就任することが発表された[7]。
- 23日 - 2010年度全日本女子代表登録メンバーが発表され、最年少15歳の宮下遥、5年ぶりに代表復帰の山本愛など33名が代表登録された[8]。
- 26日 - 第41回全国高等学校バレーボール選抜優勝大会は決勝が行われ、男子は東洋が鎮西をセットカウント3-0のストレートで下し初優勝。女子は東九州龍谷が古川学園をセットカウント3-1で下し5回目の優勝。女子としては史上初の3連覇を達成した。これで3月開催の大会は幕を閉じ、次回からは卒業を控えた3年次生も出場可能な1月開催の大会として生まれ変わることになった。
- 28日 - フランスカップ女子でRCカンヌが8連覇。

### 4月
- 2日 - フランスカップ男子でトゥールVBが2連覇。
- 4日 - 欧州チャンピオンズリーグ女子でイタリアのバレー・ベルガモが2連覇[9]。
- 4日 - Vチャレンジマッチ（入替戦）で男子はFC東京、大分三好ヴァイセアドラーがともに2勝0敗でプレミアリーグ残留が決定。女子はトヨタ車体クインシーズ、パイオニアレッドウィングスがともに1勝1敗となり、セット率で日立佐和と上尾メディックスを上回ったため、プレミアリーグ残留が決定した。
- 7日 - 韓国Vリーグ女子でKT&Gアリエールズが5年ぶりの優勝[10]。
- 10日 - 韓国Vリーグ男子で三星火災ブルーファングスが3連覇[10]。
- 10日 - ロシアで発生したポーランド政府専用機墜落事故におけるレフ・カチンスキ大統領ほか政府高官死亡の報道を受け、当日ポーランド・ウッチで開催予定だった欧州チャンピオンズリーグ男子ファイナル4が急遽中止となった。ファイナル4にはポーランドチャンピオンのスクラ・ベウハトゥフが進出していた[11]。
- 10日 - V・プレミアリーグ女子決勝で東レ・アローズがJTマーヴェラスを3-0のストレートで下し、V・プレミアリーグ女子初（前身の日本リーグ時代を含めると1990～93年の日立ベルフィーユ以来17シーズンぶり）の3連覇を達成[12]。最高殊勲選手（MVP）には東レの木村沙織が選出された。
- 11日 -V・プレミアリーグ男子決勝でパナソニック・パンサーズが堺ブレイザーズを3-0で下し2年ぶり2回目の優勝[13]。
- 12日 - 2010年度全日本男子代表登録メンバーが発表され、初選出の20名を含む異例の53名が大量登録された[14]。
- 15日 - 国際バレーボール連盟の理事会で2012年ロンドンオリンピックの予選方式が承認[15]。
- 15日 - 欧州チャンピオンズリーグ男子ファイナル4の再日程が5月1日、2日に決定[16]。
- 18日 - コッパ・イタリア女子でGSOヴィッラ・コルテーゼが初優勝[17]。
- 19日 - FIVBビーチバレー・ワールドツアー2010が開幕。25日にかけて第1戦ブラジルオープンが行われ、女子はブラジルのラリッサ・ジュリアナ組、男子はアメリカのロジャース・ダルハウザー組が初戦を制した[18][19]。
- 21日 - セルビアリーグ女子でツルヴェナ・ズヴェズダが6年ぶりの優勝[20]。
- 22日 - 全日本代表・越川優所属のイタリア・セリエA2パッラヴォーロ・パドヴァ（レギュラーシーズン8位）がプレーオフ・クオーターファイナルでカステッラーナ・グロッテ（同1位）に2連敗を喫し敗退[21]。A2残留が決定した。
- 24日 - フランス・リーグA女子でRCカンヌが13連覇。
- 25日 - セルビアリーグ男子でOKラドニチュキ・クラグイェヴァツが2連覇[22]。
- 25日 - 韓国・ソウルで開催された日韓Vリーグトップマッチで男子は三星火災ブルーファングスが4年ぶりの優勝、女子は東レ・アローズが初優勝[23]。
- 27日 - ブルガリアリーグ男子でCSKAソフィアが2年ぶりの優勝。カップ優勝との2冠を達成[24]。
- 29日 - 男子アフリカクラブ選手権でエジプトのアル・アハリが優勝。

### 5月
- 1日 - ビーチバレーJBVツアー2010が開幕。3日にかけて第1戦東京オープンが行われ、男子は白鳥勝浩・朝日健太郎組、女子は浦田聖子・西堀健実組が優勝した[25]。男女優勝ペアと男子2位の井上真弥・長谷川徳海組、女子2位の駒田順子・本間江梨組は11月開催の第16回アジア競技大会ビーチバレー代表に選出。
- 1日 - ブラジル・スーパーリーガ男子でシメドが3連覇。
- 1日 - スペインリーグ男子でCVテルエルが初優勝。
- 2日 - スペインリーグ女子でCVアグエレが初優勝。
- 2日 - 欧州チャンピオンズリーグ男子でイタリアのトレンティーノ・バレーが2連覇[26]。
- 5日 - ドイツ・ブンデスリーガ男子でVfBフリードリヒスハーフェンが6連覇[27]。
- 5日 - 第59回黒鷲旗全日本男女選抜バレーボール大会男女の決勝が行われ男子はパナソニック・パンサーズがJTサンダーズを3－0で下し、3年連続10回目の優勝、2007年に天皇杯・皇后杯全日本バレーボール選手権大会が創設されて以降日本リーグ/Vリーグ/Vプレミアリーグと合わせ初の3冠を達成、女子は東レ・アローズがJTマーヴェラスを3－1で下し2年連続23回目（前身チームを含む）の優勝。
- 7日 - JTサンダーズが元全日本代表の直弘龍治、尾上健司ら4名の退部を発表[28]。
- 8日 - フランス・リーグA男子でトゥールVBが6年ぶりの優勝。
- 9日 - イタリア・セリエA男子でピエモンテ・バレーが初優勝[29]。
- 11日 - ポーランドリーグ男子でスクラ・ベウハトゥフが6連覇。
- 11日 - ロシア・スーパーリーグ女子でザレチエ・オジンツォボが2年ぶりの優勝[30]。
- 13日 - ギリシャ・A1リーグ男子でオリンピアコスが2連覇[31]。
- 13日 - イラン・スーパーリーグ男子でペイカン・テヘランVCが5連覇。
- 14日 - ロシア・スーパーリーグ男子でゼニト・カザンが2連覇[32]。
- 18日 - イタリア・セリエA女子でスカボリーニ・ペーザロが3連覇[33]。
- 25日 - 日本リーグ・富士フイルムでプレーした入沢秀寛がケニア女子代表監督に就任すると報じられた[34]。
- 30日 - ソ連代表として1964年東京オリンピックと世界選手権（1960年、1962年）で金メダルを獲得、現役引退後にソ連代表監督、国際バレーボール連盟副会長を歴任したユーリ・チェスノコフが77歳で死去[35]。

### 6月
- 10日 - 第16回アジア競技大会ビーチバレー女子代表の本間江梨が故障により大会出場を断念。駒田順子・本間江梨組に代わり、田中姿子・溝江明香組が代表に内定した[36]。
- 13日 - 男子アジアクラブ選手権でイランのペイカン・テヘランVCが5連覇。Vプレミアリーグ優勝のパナソニック・パンサーズは3位[37]。
- 13日 - スイス・モントルーで開催されたモントルーバレーマスターズで中国が3大会ぶりの優勝[38]。日本は最下位タイの7位。
- 29日 - 元全日本代表でアテネオリンピックに出場した東レ・アローズ所属の大山加奈が現役引退[39]。
- 30日 - 元全日本代表で堺ブレイザーズ所属の伊藤信博が現役引退[40]。

### 7月
- 1日 - 久光製薬スプリングスが6名の退団を発表。元全日本代表・狩野舞子は怪我のリハビリに専念、大村加奈子、小山修加、狩野美雪は現役引退[41]。佐野優子は日本国外でのプレーを目指し移籍先を探すことになった[42]。
- 4日 - 女子アジアクラブ選手権でタイのフェーダーブロイが2連覇。Vプレミアリーグ準優勝のJTマーヴェラスは3位[43]。
- 13日 - 越川優がセリエA2・パッラヴォーロ・パドヴァと1年間の再契約を結んだ[44]。
- 20日 - 1972年ミュンヘンオリンピック金メダリストで元全日本男子監督として1977年ワールドカップ銀メダル獲得へ導いた中村祐造が視床出血のため68歳で死去[45]。
- 25日 - アルゼンチン・コルドバで開催された第21回ワールドリーグでブラジルが2連覇。大会最多優勝9回を達成した[46]。

### 8月
- 7日 - イラン・オルーミーイェで開催された第2回男子アジアカップでイランが2連覇[47]。日本は最下位の8位。
- 8日 - FIVBビーチバレー・ワールドツアーのグランドスラム男子ポーランド大会でアメリカのロジャース・ダルハウザー組が7勝目を挙げ、ワールドツアー初タイトルを獲得[48]。男子では1992年以来18年ぶりにアメリカのペアが年間王者となった。
- 18日 - FIVBビーチバレー・ワールドツアーの女子フィンランドオープンでブラジルのラリッサ・ジュリアナ組の5度目のワールドツアータイトル獲得が決定[49]。
- 25日 - 2011年ワールドリーグ予選2次ラウンド・プレーオフで日本が韓国に2連敗。日本は2大会連続で予選敗退となった[50]。
- 26日 - シンガポールで開催された第1回ユースオリンピックで男子はキューバ[51]、女子はベルギーが金メダルを獲得した[52]。日本は女子のみの出場で4位。
- 28日 - 久光製薬を退団した全日本代表・佐野優子がアゼルバイジャン1部リーグのイトゥサチへ移籍を発表[53]。
- 29日 - 中国・寧波市で開催された第18回ワールドグランプリでアメリカが9大会ぶりの優勝[54]。

### 9月
- 10日 - 国際バレーボール連盟がiPhoneの新アプリケーションを発表[55]。
- 12日 - V・サマーリーグ決勝が行なわれ、男子はJTサンダーズが4年連続5回目、女子は東レアローズが8年ぶり2回目の優勝[56]。
- 25日 - 中国・太倉市で開催された第2回女子アジアカップで中国が2連覇[57]。日本は4位。
- 28日 - 日本バレーボールリーグ機構第5回定時社員総会で1972年ミュンヘンオリンピック金メダリストの木村憲治が第5代目代表理事会長に選出され、新会長に就任[58]。

### 10月
- 10日 - イタリアで開催された第17回世界選手権男子大会でブラジルが大会3連覇を達成[59]。日本は2次ラウンド敗退の13位。
- 19日 - 8月に開催されたワールドリーグ予選で敗退した日本がオランダの出場辞退により2011年大会出場が決定[60][61]。
- 22日 - アメリカ・マサチューセッツ州でバレーボール殿堂記念式典が行われ、1988年ソウルオリンピック銀メダリストの元ペルー女子代表・ガブリエラ・ペレス、1980年モスクワオリンピックと世界選手権で2つの金メダルを獲得した元ソ連代表・アレクサンドル・サビンら6名が殿堂入りを果たした[62]。
- 25日 - 元全日本代表・横山友美佳の著書を原作としたドラマ「明日もまた生きていこう」が放送（TBS系列）。

### 11月
- 10日 - 第16回世界選手権女子大会で ロシアが2大会連続7回目（ソビエト連邦時代を含む）の優勝、また3位決定戦で  日本が アメリカ合衆国を下し、1978年大会以来8大会ぶりにメダル（銅メダル）を獲得。

## 国際大会
- 男子世界選手権
  - 決勝  キューバ 0 - 3  ブラジル
    - 3大会連続3回目
- 女子世界選手権
  - 決勝  ロシア 3 - 2  ブラジル
    - 2大会連続7回目（旧ソビエト連邦時代を含む）
- ワールドリーグ
  - 決勝  ロシア 1 - 3  ブラジル
    - 2大会連続9回目
- ワールドグランプリ
  - 優勝  アメリカ合衆国 （5勝0敗）
    - 9大会ぶり3回目
- モントルーバレーマスターズ
  - 決勝  中国 3 - 1  アメリカ合衆国
    - 3大会ぶり5回目
- 2010年アジア競技大会（ 中国・広州）
  - 男子決勝: 日本 3 - 1  イラン
    - 4大会ぶり8回目

  - 女子決勝: 中国 3 - 2  韓国
    - 4大会連続7回目
- アジアカップ
  - 男子決勝  イラン 3 - 0  中国
    - 2大会連続2回目

  - 女子決勝  中国 3 - 0  タイ
    - 2大会連続2回目
- 男子世界クラブ選手権
  - 決勝  スクラ・ベウハトゥフ 1 - 3  トレンティーノ・バレー
    - 2大会連続2回目
- 女子世界クラブ選手権
  - 決勝  フェネルバフチェ 3 - 0  Sollys Osasco
    - 初優勝
- 欧州チャンピオンズリーグ
  - 男子決勝  ディナモ・モスクワ 0 - 3  トレンティーノ・バレー
    - 2年連続2回目

  - 女子決勝  フェネルバフチェ 2 - 3  バレー・ベルガモ
    - 2年連続7回目
- AVCアジアクラブ選手権
  - 男子決勝  アル・アラビ 1 - 3  ペイカン・テヘランVC
    - 5年連続6回目

  - 女子決勝  ジェティス・アルマトイ 1 - 3  フェーダーブロイ
    - 2年連続2回目

## 国内大会

### 日本
- 平成22年度天皇杯・皇后杯全日本選手権
  - 男子決勝 サントリーサンバーズ 3 - 0 JTサンダーズ
    - 初優勝

  - 女子決勝 デンソー・エアリービーズ 3 - 2 東レ・アローズ 
    - 初優勝
- 2009/10プレミアリーグ
  - 男子決勝 パナソニック・パンサーズ 3 - 0 堺ブレイザーズ
    - 2年ぶり、通算3回目の優勝（旧名称の松下電器を含む）

  - 女子決勝 東レ・アローズ 3 - 0 JTマーヴェラス
    - 2年連続、通算9回目の優勝（前身のユニチカ時代を含む）
- 2009/10チャレンジリーグ
  - 男子優勝 ジェイテクトSTINGS
  - 女子優勝 日立リヴァーレ
- 第59回黒鷲旗全日本選抜（4月30日～5月5日・大阪府立体育会館）
  - 男子決勝 パナソニック・パンサーズ 3 - 0 JTサンダーズ
    - 3年連続、通算10回目の優勝（旧名称の松下電器を含む）

  - 女子決勝 東レ・アローズ 3 - 1 JTマーヴェラス
    - 2年連続、通算23回目の優勝（前身の日坊足利、日坊貝塚ユニチカ時代を含む）
- 第41回全国高校選抜（3月20日～26日・代々木第一体育館）
  - 男子決勝 東洋（東京第1） 3 - 0 鎮西（熊本）
    - 初優勝。

  - 女子決勝 東九州龍谷（前回優勝枠、大分） 3 - 1 古川学園（宮城）
    - 3年連続5回目の優勝（前身の扇城時代を含む）、大会連覇は史上5校目。
- 高校総体
  - 男子決勝 宇部商（山口） 3 - 2 福岡大大濠（宮城）（28年ぶり2回目）
  - 女子決勝 古川学園（宮城） 3 - 1 鹿児島女子（鹿児島）（11年ぶり4回目）
- 国体（ゆめ半島千葉国体）
  - 6人制成人男子決勝 広島（JTサンダーズ） 3 - 0 東京（FC東京）（3年ぶり6回目）
  - 6人制成人女子決勝 岡山（岡山シーガルズ） 3 - 2 滋賀（東レ・アローズ）（3年連続8回目）
  - 6人制少年男子決勝 福岡選抜 3 - 0 神奈川選抜（3年ぶり4回目）
  - 6人制少年女子決勝 宮城（古川学園） 3 - 2 大分（東九州龍谷）（11年ぶり4回目）

### 韓国
- 韓国Vリーグ2009-2010
  - 男子
    - 優勝：三星火災ブルーファングス

  - 女子
    - 優勝：KT&Gアリエールズ

## 死去
- 5月30日 -  ユーリ・チェスノコフ （77）
- 7月20日 - 中村祐造 （68）
- 12月3日 - 伊木正二 （97）